# Peccatori di provincia
Pour plus de détails, voir Fiche technique et Distribution.
Peccatori di provincia est une comédie italienne réalisée par Tiziano Longo et sortie en 1977.

## Synopsis
Le riche et respecté Emanuele Lo Curcio est mort en laissant tous ses biens à sa fille naturelle Domitilla, dont l'existence était inconnue de ses proches, y compris du frère du défunt et maire Angelo Lo Curcio. La déception et la colère de ses nombreux proches, endettés jusqu'au cou, les poussent à tenter toutes sortes de tromperies pour déposséder Domitilla de son héritage, qui est logée dans la maison familiale. Leurs efforts sont vains, car Domitilla, personne aimable et discrète, est en réalité une religieuse et l'argent n'a aucune importance pour elle. Finalement, elle cède son patrimoine au très jeune Aldo, le seul de ses proches à ne pas s'y intéresser, lui laissant le soin de décider ce qu'il en fera une fois qu'il sera majeur. 

## Fiche technique
- Titre original italien : Peccatori di provincia[1]
- Réalisateur : Tiziano Longo
- Scénario : Marino Onorati (it), Nicola Onorati, Paolo Barberio
- Photographie : Alfio Contini
- Montage : Mario Gargiulo (it)
- Musique : Elio Maestosi, Filippo Trecca (it)
- Décors : Elio Micheli
- Costumes : Marisa Crimi
- Maquillage : Stefania Trani
- Production : Alberto Longo
- Sociétés de production : Pentax Film
- Pays de production :  Italie
- Langue originale : italien
- Format : Couleurs
- Durée : 96 minutes
- Genre : comédie
- Dates de sortie :
  - Italie : mars 1977

## Distribution
- Renzo Montagnani : Angelo Lo Curcio
- Macha Méril : Vincenzina Lo Curcio
- Femi Benussi : Gigia
- Lauretta Masiero : Concetta Lo Curcio
- Daniela Halbritter : Domitilla Lo Curcio
- Riccardo Garrone : Giuseppe Zito
- Fiona Florence :
- Ennio Biasciucci :
- Paolo Passanisi :
- Stefano Amato : Donato lo Curcio
- Otello Belardi :
- Fernando Cerulli : don Alfonso
- Giancarlo Marinangeli : Aldo Lo Curcio
- Luciana Turina :